# جيرالد ميخائيل براون
جيرالد ميخائيل براون (بالإنجليزية: Gerald Michael Browne)‏ هو عالم لغوي كلاسيكي أمريكي، ولد في 13 ديسمبر 1943 في ديترويت في الولايات المتحدة، وتوفي في 24 أغسطس 2004 في أوربانا في الولايات المتحدة. كان يدرس النصوص القبطية والنوبية القديمة فنشر عدد من الكتب المهمة عن اللغتين.